# Марія Амалія Австрійська (1724–1730)
Марія Амалія Австрійська (5 квітня 1724, Відень, Священна Римська імперія — 19 квітня 1730, Відень, Священна Римська імперія) — ерцгерцогиня Австрії, дочка імператора Священної Римської імперії Карла VI Габсбурга та його дружини Єлизавети Крістіни Брауншвейг-Вольфенбюттельської.
Марія Амалія народилася 5 квітня 1724 року в палаці Гофбург у Відні. Оскільки вона була дівчинкою, її народження негативно сприйняли при віденському дворі, оскільки її батько, імператор Карл VI, не мав спадкоємців чоловічої статі.
Ерцгерцогиня померла 19 квітня 1730 року у віці шести років. Вона стала останньою представницею династії Габсбургів, оскільки всі наступні правителі належали до роду Габсбург-Лотаринзьких. Поховали ерцгерцогиню в Імператорському склепі церкви Капуцинів.